# Pontigny
Pontigny is een plaats en gemeente in het Franse departement Yonne, regio Bourgondië. Het ligt ongeveer 20 km ten noorden van Auxerre en 15 km ten noorden van Chablis, aan de Serein. De gemeente heeft een oppervlakte van 11,89 km² en het aantal inwoners is 809 (telling 2004). Het plaatsje is bekend vanwege de voormalige abdij van Pontigny.
De filosoof Paul Desjardins (1859 - 1940), die in de voormalige abdij zijn filosofische Decaden van Pontigny hield, is in Pontigny overleden.

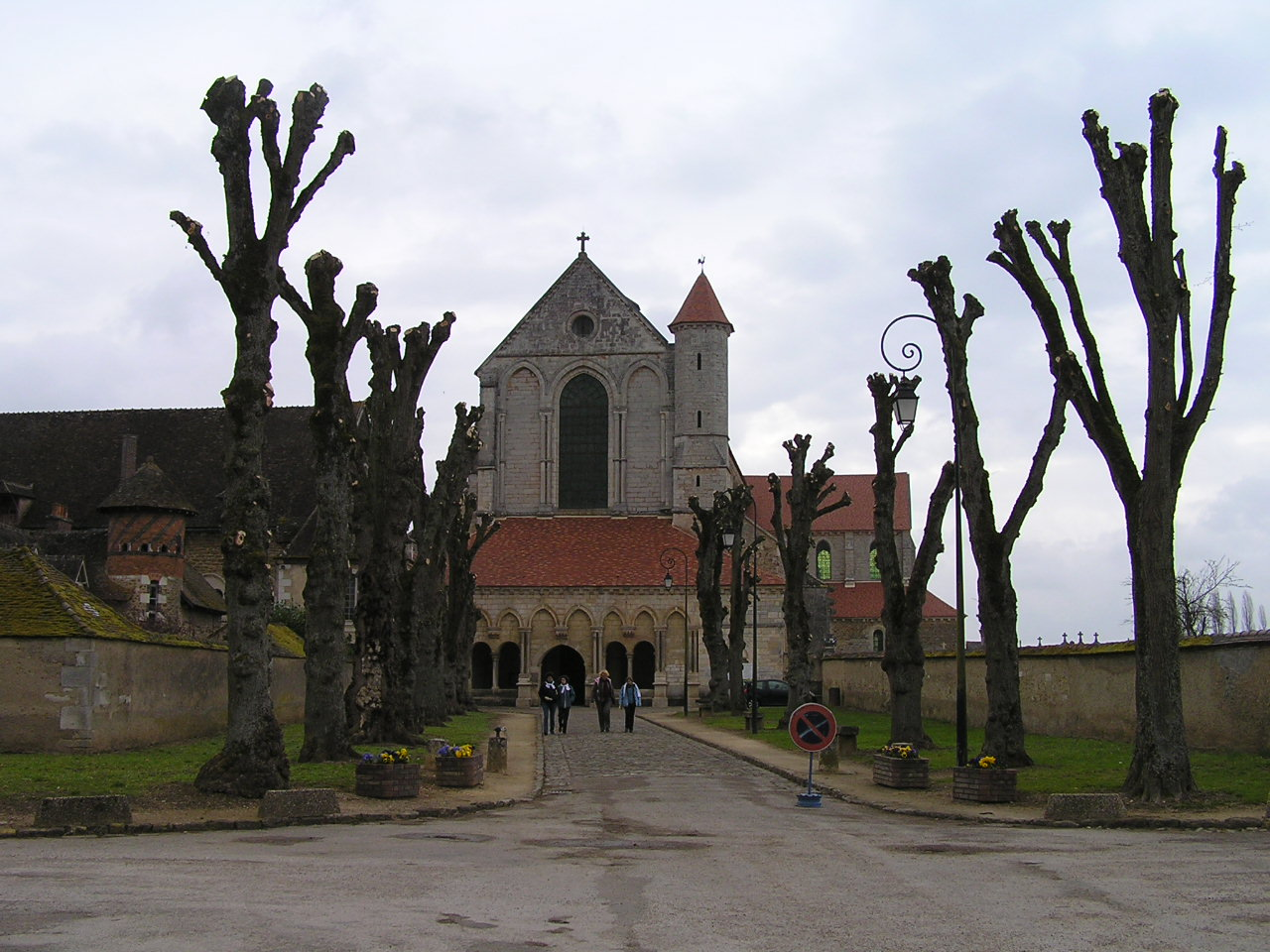
De Abdij van Pontigny
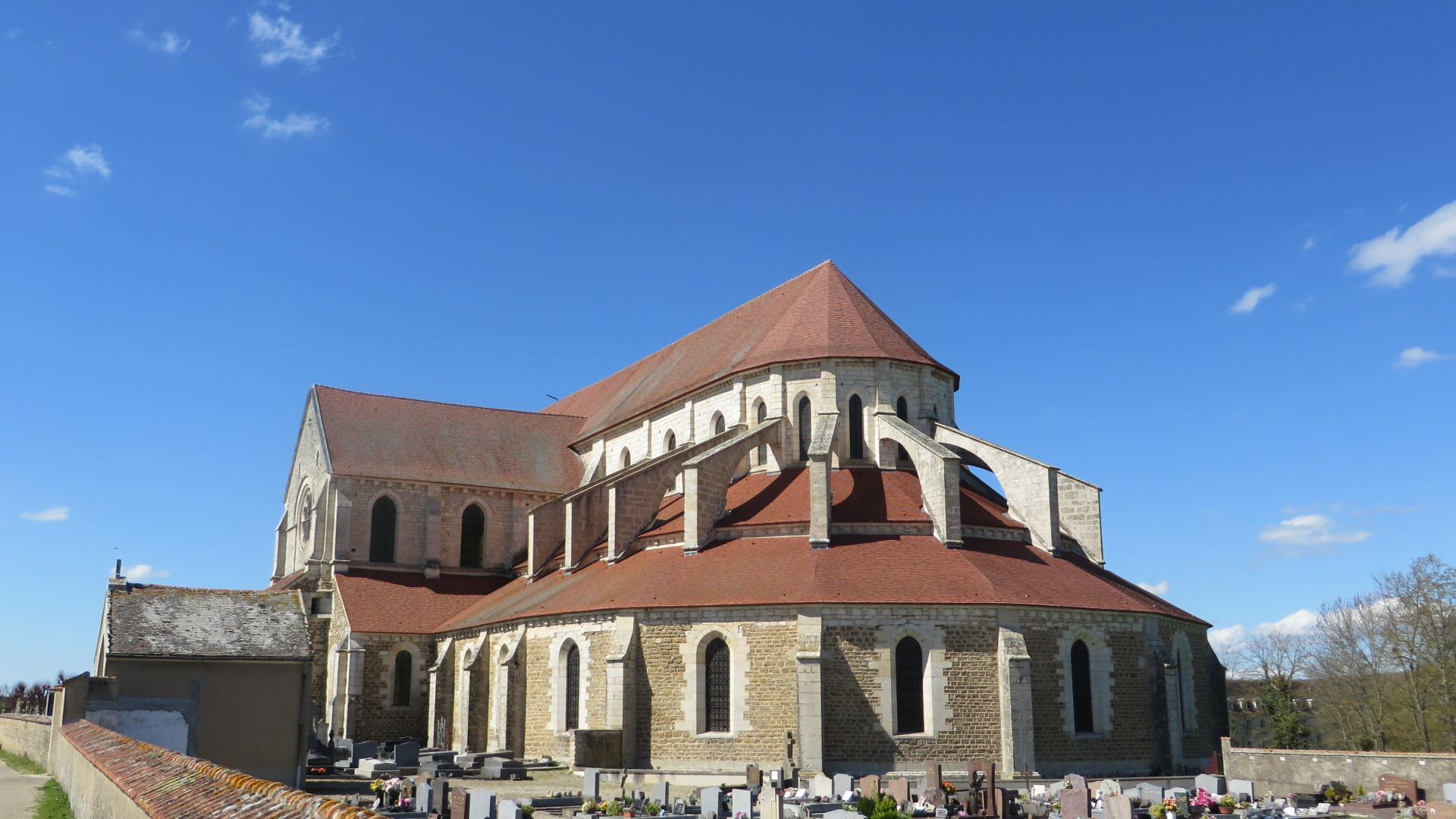
Koorkapellen van de abdij

## Demografie
Onderstaande figuur toont het verloop van het inwoneraantal van Pontigny vanaf 1962.

Bron: Frans bureau voor statistiek. Cijfers inwoneraantal volgens de definitie population sans doubles comptes (zie de gehanteerde definities)